# 河野茉莉
河野 茉莉（かわの まり、4月8日 - ）は、日本の女性声優。山口県出身。AIR AGENCY所属。

## 略歴
小学生の頃に見ていたアニメに声優が出演しており、それで初めて職業としての声優を知ったのがきっかけで声優を目指した。
Talk back、AIR AGENCY声優養成所卒業。

## 人物
方言は山口弁。
趣味は映画・ドラマ・アニメ鑑賞、歌。特技はジェルネイル。

## 出演
太字はメインキャラクター。

### テレビアニメ
2013年
- マジでオタクなイングリッシュ!りぼんちゃん the TV（オタクE）

2014年
- 神々の悪戯（女子生徒）

2016年
- ファンタシースターオンライン2 ジ アニメーション（女子生徒）
- 文豪ストレイドッグス（咲楽）

2017年
- クレヨンしんちゃん（女子高生）

2018年
- 鹿楓堂よついろ日和（アナウンサー）
- 天狼 Sirius the Jaeger（蒔絵、乗客・兄）
- 火ノ丸相撲（2018年 - 2019年、間宮の母親、生徒、女の子、店員、女性）

2019年
- ぼくたちは勉強ができない（女生徒B）
- あひるの空（女子部員、少年）

2020年
- 遊☆戯☆王SEVENS（ドローン、生徒）
- とある科学の超電磁砲T（女子学生）
- A3!（観客）

2021年
- 無職転生 〜異世界行ったら本気だす〜（村人A）
- ひげを剃る。そして女子高生を拾う。（デパート内の客）
- 舞妓さんちのまかないさん（舞妓）
- シュート!Goal to the Future（女子生徒）
- PUI PUI モルカー DRIVING SCHOOL
- 機動戦士ガンダム 水星の魔女（グラスレー寮メカニック）

2023年
- 遊☆戯☆王ゴーラッシュ!!（2023年 - 2024年、ホッテンマイヤ、シャポー星人、ギュウ子）
- 山田くんとLv999の恋をする（生徒）
- SHY（2023年 - 2024年、スタッフ、テレビキャスター） - 2シリーズ
- 呪術廻戦 懐玉・玉折/渋谷事変（改造人間、一般人）

2024年
- 勇気爆発バーンブレイバーン（キャスターA、E-8クルー、TSパイロットB、オペレーター）
- ぶっちぎり?!（女性）
- 休日のわるものさん（肉屋のおばちゃん）
- 喧嘩独学（女性客）
- 異世界スーサイド・スクワッド（エルフ子供）
- 転生したらスライムだった件（兵士C）
- 2.5次元の誘惑（女子生徒）
- アオのハコ（2024年 - 2025年、部員、菊地）

2025年
- WIND BREAKER Season 2

### 劇場アニメ
- 人体のサバイバル!（2020年、教授）

### ゲーム
2013年
- 蒼穹のスカイガレオン（2013年 - 2016年、タローマティ、アセト、イシス、ヌウト、エレシュキガル、ニンガル 他）

2014年
- ウチの姫さまがいちばんカワイイ（トリーシャ・リーシャ）

2015年
- V.D. -バニッシュメント・デイ-
- 戦国姫譚MURAMASA-雅-（朝比奈泰能、津田宗及、豊臣秀長、中浦ジュリアン、ヴァリニャーノ）

2016年
- アイドルコネクト -Asterisk Live-（藤堂あやせ）
- ゴクジョッ。奪！パンツこれくしょん（香登薫）

2017年
- ダンジョントラベラーズ2-2 闇堕ちの乙女とはじまりの書（ルコ）
- 幼獣姫（ユーノー、フォルトゥーナ）
- 麻雀 闘牌コロシアム（フラン）

2020年
- クリミナルガールズX（スミレ）
- アクション対魔忍（倉持恵都）
- ゾイドワイルド インフィニティブラスト（アリサ・ジーゲルト）

2022年
- アイドルコネクト -AsteriskLive- 2022（藤堂あやせ）

2023年
- ヒラヒラヒヒル（島田辰子）

### ドラマCD
- 嘘つきボーイフレンド〜本気のボーイフレンド〜
- 5時から9時まで（毛利まさこ[28]）
- 葬除屋XLORD（智恵[29]）
- 魔法使いの嫁（妖精[30]）※第5巻初回限定版付属CD

### 吹き替え

#### 映画
- ヴァンパイア・イン・ラスベガス
- キングス・オブ・ブレイブ（アイヴァー）
- ゴースト・ブライド（ターニャ 他）
- セントラル・インテリジェンス（マギー）
- テリファー（ヴィクトリア〈サマンサ・スカフィディ（英語版）〉）
- ヒューマン・レース（中国女、コディー）
- プロトタイプA 人工生命体の逆襲（ジェニー）
- (r)adius ラディウス（アナウンサー 他）
- 霊幻道士X 最強妖怪キョンシー現る（アーシャン）

#### ドラマ
- LA's FINEST/ロサンゼルス捜査官（エリン・ベッキー）
- 師任堂（サイムダン）、色の日記（イ・メチャン）
- スリーピー・ホロウ シーズン4（女の子 他）
- トランスポーター ザ・シリーズ（アリス、マリアナ）
- 初恋は初めてなので
- まほうのレシピ（リア）
- まほうのレシピ 〜ミステリー･シティ〜（レクシー）

#### テレビ番組
- メイクアップ・スター

#### アニメ
- ポップルズ（バブルス[31]）
- リトル・アラジン 空飛ぶ魔法のじゅうたん（エメラルド）

### オーディオブック
- オレを二つ名で呼ばないで！（ナレーション2）
- クロス・エデン（ナレーション1）
- しずまれ！俺の左腕（ナレーション2）
- モテモテな僕は世界まで救っちゃうんだぜ（泣）（ナレーション2）
- 恋愛負け組みの僕に、Hなメイドが届きました。（ナレーション2）
- しゃぼん玉
- 母に歌う子守唄
- わけもなく男が惹かれる女50のルール
- 半七捕物帳〜地蔵は踊る
- 半七捕物帳〜廻り燈籠
- 半七捕物帳〜仮面
- 半七捕物帳〜蟹のお角
- 半七捕物帳〜河豚太鼓

### オーディオドラマ
- 三分間の神様（2016年、姫[32]） - A-koe
- 熾天使空域 銀翼少女達の戦争（2016年、フー・ファイター[33]） - A-koe

### デジタルコミック
- 怪談イズデッド（2015年、メリーさん[34][35]） - A-koe
- フェンリル母さんとあったかご飯＠COMIC（2020年、ヘンルーダ[36]）
- 極上社長は愛しの秘書を独占したい（2022年、有咲麗[37]）
- 悪役令嬢は推しカプのために婚約破棄をご所望です（2022年、女性貴族[38]）
- 騎士団長は元メガネ少女を独り占めしたい（2022年、早坂莉奈[39]）
- ばらとたんぽぽ（2023年、受付2、週刊誌の記者〈女〉、ファン2、SNS 4〈女〉、ファン3）[40]

### テレビ番組
- ウチの夏フェス2014！（フレッシュ夏フェス隊の一員として出演 / AT-X、2014年8月）

### その他コンテンツ
- バンドー神戸青少年科学館プラネタリウム「ボーケンくんのはるかなたび」（ひまわり）

### シリーズ一覧
1. ↑  第1期（2023年）、第2期『東京奪還編』（2024年）